# Ирано-сирийские отношения
Ирано-сирийские отношения — двусторонние дипломатические отношения между Ираном и Сирией.

## История
В 1980-е годы Сирия заняла сторону Ирана во время Ирано-иракской войны и страны сформировали стратегический альянс, что было встречено с раздражением в Ираке и других арабских странах. Иран и Сирия занимали враждебную позицию по отношению к бывшему иракскому президенту Саддаму Хусейну, а также совместно выступают против проводимой политики Соединённых Штатов Америки и Израиля. Иран поставляет оружие через территорию Сирии для вооружённых отрядов Хезболлы в Ливане.
В 2011 году после начала гражданской войны в Сирии иранское правительство оказало широкомасштабную поддержку Башару Асаду, направив элитные подразделения иранской армии на помощь своему союзнику. В мае 2011 года в британской газете The Guardian была размещена статья о том, что иранский Корпус Стражей Исламской революции перебросил дополнительные силы в Дамаск для помощи сирийской полиции в разгоне протестующих. Иранский старший советник по внешней политике Али Акбар Велаяти заявил, что Иран не готов потерять своего стратегического союзника. Иран начал поставлять сирийскому правительству оружие для борьбы с беспорядками, а также оказывал помощь разведданными. Иран также выразил готовность профинансировать военную базу в аэропорту Латакии. В августе 2011 года в британской газете The Daily Telegraph была размещена статья о том, что бывший член тайной полиции Сирии сообщил о наличии в стране иранских снайперов, участвующих в подавлении протестов. По данным правительства США, Мохсен Шизари (один из командующих иранским спецназом Кодс) был направлен в Сирию для того, чтобы тренировать местные службы безопасности. В конце июня 2011 года Высший руководитель Ирана Али Хаменеи заявил, что за беспорядками в Сирии стоят США и Израиль, а также о поддержке Ираном действующего правительства Сирии. Другие официальные лица Ирана также выражали безоговорочную поддержку Башару Асаду. В конце августа 2011 года иранское правительство выразило озабоченность по поводу происходящего в Сирии, а министр иностранных дел Али Акбар Салехи выступил с заявлением, что Сирия должна прислушаться к требованиям своего народа.
Сирийский диссидент и ученый Мурхаф Жуежати утверждал, что в случае если Башар Асад потерпит поражение в гражданской войне, то Иран военными методами поддержит создание независимого государства алавитов. С 2011 по 2024 годы иранские вооружённые силы принимали активное участие в гражданской войне в Сирии. Иранские военнослужащие выступают в качестве консультантов, сотрудников службы безопасности, сил специального назначения и непосредственно принимают участие в сражениях. По состоянию на 2016 год были отмечены факты гибели иранских генералов на поле боя в Сирии.